# Sellia Marina
Sellia Marina är en ort och kommun i provinsen Catanzaro i regionen Kalabrien i Italien. Kommunen hade 7 691 invånare (2018).